# Cryptopontius ricinius
Cryptopontius ricinius is een eenoogkreeftjessoort uit de familie van de Artotrogidae. De wetenschappelijke naam van de soort is voor het eerst geldig gepubliceerd in 1991 door Malt.